# Weißnackenkolibri
Der Weißnackenkolibri (Florisuga mellivora) oder Jakobinerkolibri ist eine Vogelart aus der Familie der Kolibris (Trochilidae), der ein großes Verbreitungsgebiet in Mexiko, Belize, Guatemala, Honduras, Nicaragua, Costa Rica, Panama, Kolumbien, Venezuela, Guyana, Suriname, Französisch-Guayana, Brasilien, Ecuador, Peru, Bolivien, auf Trinidad und auf Tobago hat. Der Bestand wird von der IUCN als „nicht gefährdet“ (Least Concern) eingeschätzt.

## Merkmale

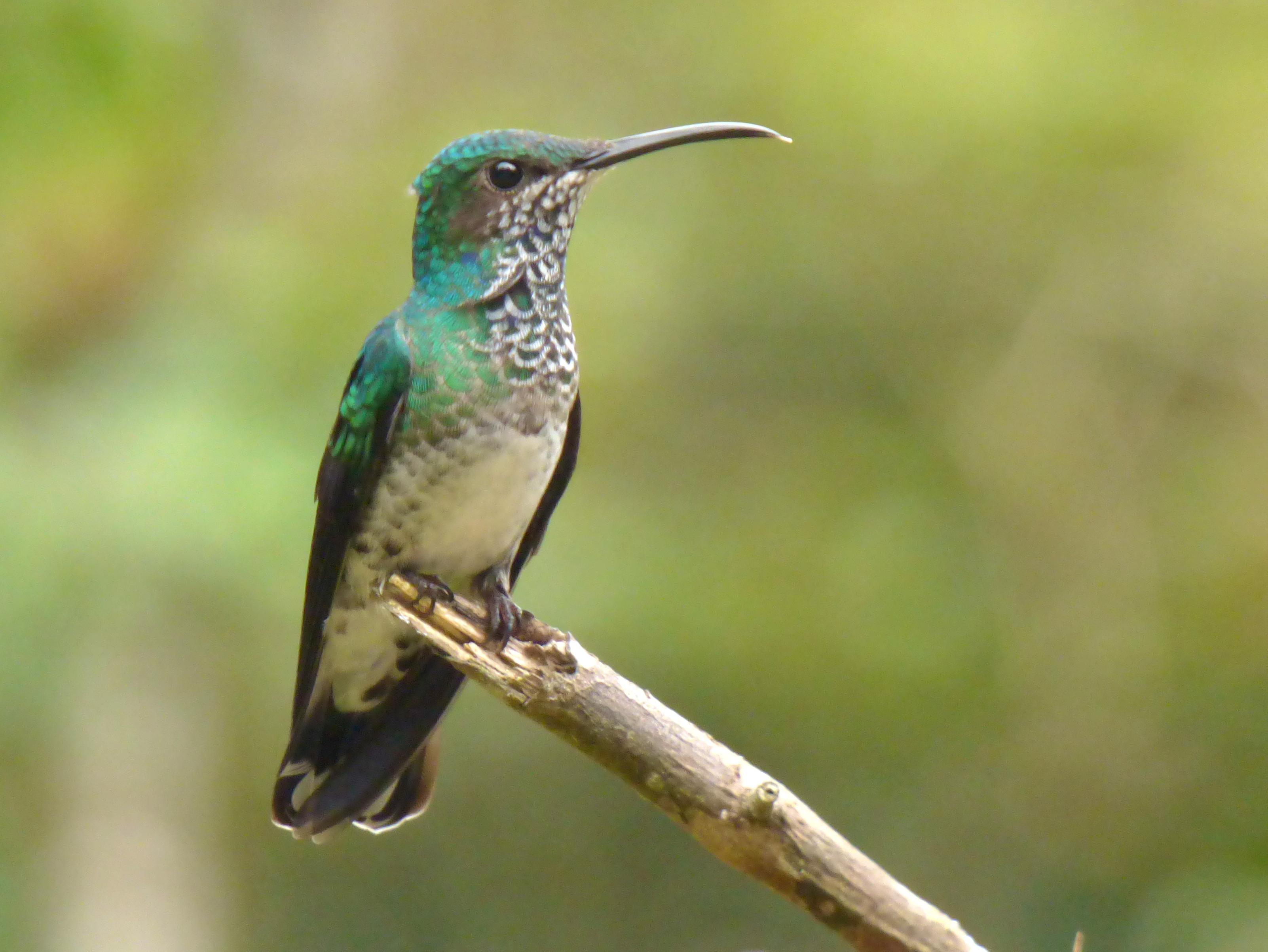
Weißnackenkolibri ♀

Der Weißnackenkolibri erreicht eine Körperlänge von etwa 11 bis 12 cm bei einem Gewicht der Männchen von ca. 7,4 und 9 g und der Weibchen von ca. 6 und 9,2 g. Der Schnabel und die Füße sind schwarz. Das Männchen hat einen blauen Kopf und eine blaue Brust. Eine breiter weißer sichelförmiger Fleck ziert den Nacken. Der Rest der Oberseite ist hell grün inklusive der länglichen Oberschwanzdecken. Der Bauch und der größte Teil des Schwanzes sind weiß mit engen schwarzen Säumen und Sprenkeln. Das Gefieder des Weibchens variiert individuell. Etwa die Hälfte bis zwei Drittel der Weibchen hat das typische Gefieder mit blaugrüner Brust, die stark mit weißen Schuppen verziert ist. Der Bauch ist dumpf weiß. Die Oberseite ist vollständig grün, nur der überwiegend grüne Schwanz hat blaue Flecken. Die äußeren Steuerfedern haben weiße Außensäume und Spitzen. Die restlichen Weibchen haben ein ähnliches Gefieder wie die Männchen und sind von diesen allenfalls durch einen längeren Schnabel, kürzere Flügel und kürzeren Schwanz zu unterscheiden. Die Weibchen können sich sowohl von Jungtieren als auch von Männchen deutlich unterscheiden. Die Größenunterschiede variieren teils je nach geographischem Verbreitungsgebiet, so dass weitere Forschung erforderlich ist. Bei jungen Männchen variiert das Gefieder von ähnlich dem Weibchen – mit etwas mehr Weiß am Schwanz – bis ähnlich dem Männchen mit etwas mehr Schwarz am Schwanz. Sowohl junge Männchen als auch Weibchen haben manchmal gelbbraune Streifen an den Ohrdecken und in der Mitte des Bürzels. Auch junge Weibchen variieren, haben aber etwas weniger Weiß am Schwanz. Die Kehle und die Brust sind oft bronzefarben.

## Verhalten und Ernährung
Der Weißnackenkolibri bezieht seinen Nektar an den Blüten unterschiedlicher Bäume. Dazu gehören die zu den Enziangewächsen gehörende Art Lisianthus axillari, die zu den Wollbaumgewächsen gehörende Art Pseudobombax septenatum, Inga, Korallenbäume, Bauhinien, Vochysia, die zu Clusiaceae gehörende Gattung Symphonia, sowie Epiphyten wie die zu Norantea gehörende Art Norantea guianensis, die zu den Gesneriengewächsen gehörende Gattung Columnea  und Bromeliengewächse. Auch im Gestrüpp und an Helikonien, die sich an Waldrändern und an Lichtungen finden, bedient sich der Weißnackenkolibri. Viele Individuen der Art sammeln sich an blühenden Bäumen. Hier verhält sich der Weißnackenkolibri sehr aggressiv, aber nur wenig territorial. Beide Geschlechter machen über längere Zeit Jagd auf Insekten. Dabei stehen sie im Schwirrflug und stürzen sich auf die Beute hoch über Wasserläufen und an Lichtungen oder brechen von ihren Sitzen oben in den Baumkronen zur Jagd auf. Seltener sammelt der Weißnackenkolibri im Laubwerk, Weibchen aber gelegentlich im Unterholz. Zu den Gliederfüßern, die die Weißnackenkolibris erbeuten, gehören hauptsächlich kleine Zweiflügler und Hautflügler. Einige Berichte beschreiben Ameisen als Beute.

## Lautäußerungen
Der Weißnackenkolibri ist eher ruhig. Der Gesang besteht aus einer langen Serie hellklingender Töne, die er in einer Frequenz von ca. 0,7 bis einem Ton pro Sekunde von sich gibt. Diese klingen wie tsii...tsii...tsii... tsii.... Außerdem gibt er ein kurzes tsik bzw. ein doppeltes tsi-sik von sich. Gelegentlich ist auch ein hellklingendes suiit und ein abnehmendes suii-suii-suii bei feindseliger Interaktion von ihm zu hören.

## Fortpflanzung
Die Brutsaison des Weißnackenkolibris ist in der Trocken- und frühen Regenzeit. In Costa Rica und Panama ist das von Januar bis in den Juni, gelegentlich bis in den Juli. Im Nordwesten Kolumbiens gibt es von Februar bis Mai Brutaktivitäten, im Osten des Landes von Juni bis November, im Süden von Venezuela im März und im Amazonasgebiet Brasiliens von Dezember bis März. Einmal wurde in Brasilien ein Weibchen im Juli entdeckt, das ein Ei im Eileiter hatte. Das Nest ist ein weicher flacher verfilzter Kelch, gebaut aus hellfarbigen Pflanzenfaserchen und Spinnweben. Es wird auf die flache Oberfläche eines breiten Blattes von Unterholz-Palmenarten (beispielsweise der Gattung Geonoma oder Asterogyne) platziert, ist von anderen Blättern dachartig geschützt und befindet sich ein bis drei Meter über dem Boden, manchmal nahe von Bächen. Die Nester sind ca. 40 mm hoch, der Außenradius beträgt ca. 75 mm, der Innenradius ca. 27 mm. Das Weibchen vollführt unberechenbare aufsteigende und abfallende, schmetterlingsartige Flüge, um mögliche Prädatoren von der Lage des Nests abzulenken. Während der Brutsaison scheuchen und balzen die Männchen in den Baumkronen und entlang deren Ränder, doch bilden sie keine Leks.

## Verbreitung und Lebensraum

Verbreitungsgebiet des Weißnackenkolibris

Der Weißnackenkolibri bewohnt die Baumkronen feuchter Wälder und deren Ränder. Die Brut erfolgt im Unterholz. Außerdem ist er in halboffenem Habitat verschiedener Art wie beispielsweise offeneren Waldungen, Kaffee- und Kakaoplantagen, hoher Sekundärvegetation und in Galeriewald anzutreffen. Meist bewegt er sich hoch in den Bäumen; an Waldrändern und -lichtungen auch in den niedrigeren Straten. Man findet ihn in Höhenlagen vom Meeresspiegel bis 900 Meter, selten – eventuell saisonal – bis 1500 Meter und mehr.

## Migration
Das Zugverhalten ist nicht gut erforscht. In vielen Gegenden scheint er saisonal relativ häufig und dann wieder selten bis abwesend in anderen Zeiten. Es ist aber kein klares Muster zu erkennen. Bei einer Studie im kolumbianischen Amazonas war er von Juli bis Oktober reichlich vorhanden, als die Korallenbäume Erythrina fusca blühten. Sonst wurde er in dem Gebiet im Rest des Jahres nur gelegentlich gesehen. Die Nominatform wurde vermutlich als Irrgast im Februar 2016 in Argentinien zum ersten Mal gesichtet. Auch auf Aruba und den Grenadinen wurde er schon als Irrgast beobachtet.

## Unterarten
Bisher sind zwei Unterarten bekannt:
- Florisuga mellivora mellivora (Linnaeus, 1758)[3]  ist vom Süden Mexikos bis Bolivien und Brasilien sowie auf  Trinidad verbreitet.
- Florisuga mellivora flabellifera (Gould, 1846)[4] kommt nur auf Tobago vor. Die Unterart ist etwas größer als die Nominatform.[1]

## Etymologie und Forschungsgeschichte
Die Erstbeschreibung des Weißnackenkolibris erfolgte 1758 durch Carl von Linné unter dem wissenschaftlichen Namen Trochilus mellivorus. Als Herkunftsland des Typusexemplars nannte er fälschlicherweise Indien. 1850 wurde die neue Gattung Florisuga von Charles Lucien Jules Laurent Bonaparte für den Weißnackenkolibri eingeführt.
Der Name Florisuga leitet sich von den lateinischen Wörtern flos, floris für „Blume“ und sugere für „saugen, nuckeln“ ab. Der Artname mellivora ist ein lateinisches Wortgebilde aus mel, mellis für „Honig“ und -vorus, vorare für „-essend, verschlingen“. Flabellifera leitet sich vom lateinischen flabellum, flabra, flare für „kleiner Fächer, Luftbrise, blasen“ und -fera, ferre für „-tragend, tragen“ ab.